# Yves Bonnefoy
Yves Bonnefoy (ur. 24 czerwca 1923 w Tours, zm. 1 lipca 2016 w Paryżu) – francuski poeta, eseista i tłumacz.

## Życiorys
Rodzice Yves'a, Élie Bonnefoy i Hélène Maury, osiedlili się w Tours w 1914 roku. Ojciec, czeladnik kowalski znalazł zatrudnienie w warsztatach kolejowych, matka podjęła pracę jako pielęgniarka. Po ukończeniu miejscowego gimnazjum imienia Descartesa, Yves Bonnefoy studiował matematykę, historię nauki i filozofię. Początkowo na uniwersytecie w Poitiers, potem – pod kierownictwem Gastona Bachelarda i Jeana Hippolite – na paryskiej Sorbonie. Tezę magisterską na temat Kirkegaarda i Baudelaira przygotował pod opieką filozofa i poety Jeana Wahla. Jak wielu młodych twórców tego pokolenia uległ fascynacjom surrealizmu. Od 1945 roku spotykał się regularnie z André Bretonem i członkami, bądź sympatykami jego grupy. Wobec ortodoksji ideowych wyznawców zachowywał jednak ostrożną rezerwę. W czasie przygotowań do wielkiej wystawy surrealistów w 1947 roku, nie godząc się z okultystycznymi tendencjami manifestu tego ruchu pt. „Rupture Inaugurale” odmówił złożenia pod nim podpisu i w konsekwencji zerwał z André Bretonem, chociaż bez zwykłej w takich wypadkach anatemy rzucanej na odstępców. Z powstałych w tym czasie tekstów poetyckich zachował jedynie – choć w formie zmodyfikowanej – zbiór opublikowany w 1947 roku pod tytułem „Anty-Platon”. Wcześniejszego „Traktatu pianisty” nie włączył do późniejszych wydań swych zbiorów.
O powodach zerwania z surrealizmem i własnej, młodzieńczej twórczości napisał w opublikowanym w 1990 roku tomie esejów pt. „Rozmowy o poezji”. Doświadczenia tego – jak przyznał – ważnego dlań okresu, oraz późniejsze kontakty i rozmowy z poetą Pierre’em Jeanem Jouve stały się punktem wyjścia poetyckiej refleksji o związkach między obrazem i słowem – związkach, zdaniem Yves'a Bonnefoy niepełnoprawnych i pełnych zagrożeń, oraz o potrzebie zdjęcia czaru, który pęta poetyckie słowo i oddziela je od rzeczywistego życia. Rezultatem tych przemyśleń był wydany w 1953 roku zbiór poezji zatytułowany „O ruchu i martwocie Douve”, który skupił na sobie uwagę krytyki i czytelników. W ślad za nim, z kilkuletnimi przerwami, pojawiały się dalsze zbiory, każdorazowo witane jako znaczące wydarzenie literackie: w 1958 roku „Wczoraj królując pustyni”, w 1964 „Kamień zapisany”, w 1975 „Ułuda progu”, w 1987 „To, co było bez światła”, w tym samym roku „Winogrona Zeuxisa”, „Jeszcze raz winogrona Zeuxisa”, w 1991 „Początek i koniec śniegu”, również w 2001 „Krzywe deski”, wreszcie w 2008 „Długi, kotwiczny łańcuch”.
Dzieło poetyckie Yves'a Bonnefoy idzie w parze z podjętym w 1951 roku i realizowanym do dzisiaj ogromnym zamierzeniem translatorskim: przekładem dzieł wszystkich Williama Szekspira. W 1989 ukazał się przekład 45 poematów Keatsa. Przekładał także poezję Petrarki, Johna Donne, Giacomo Leopardiego i Williama B. Yeatsa.
Yves Bonnefoy był autorem dzieł z pogranicza filozofii, teorii literatury i sztuki. Inspirujące znaczenie miały dlań podróże po krajach śródziemnomorskich, zwłaszcza spotkanie ze sztuką renesansu i baroku w miastach i miasteczkach włoskich, oraz podróże po krajach Wschodu. W swych książkach wiele uwagi poświęcał problemom semantycznej funkcji znaku – „obecności”, która ujawnia się w miejscach, budowlach, dziełach malarstwa. Po studium poświęconym freskom w gotyckich katedrach Francji (1954), ukazały się inne dzieła, w których fundamentalne zagadnienia poetyki rozważane są na tle dzieł i doświadczeń różnych dziedzin sztuki: od Piero della Francesca do Balthusa, od Pieśni o Rolandzie do Louisa des Forêts. Najważniejsze opracowania to: „Nieprawdopodobne” (1959), „Artur Rimbaud” (1961), „Sen śniony w Mantui” (1967), „Rzym 1630” (1970), „Wnętrze kraju” (1972), „Czerwony obłok” (1977), „Trzy uwagi na temat koloru” (1977), „Opowieści we śnie” (1987), „Prawda słowa” (1988), „O rzeźbiarzach i malarzach” (1989), „Rozmowy o poezji” (1990), „Alberto Giacometti: Biografia jednego dzieła” (1991).
Pracy twórczej towarzyszyła działalność pedagogiczna. Yves Bonnefoy prowadził wykłady na uniwersytetach francuskich, na uniwersytecie w Genewie, oraz na uniwersytetach amerykańskich. Był doktorem honoris causa uniwersytetu w Chicago, Trinity College w Dublinie, uniwersytetu w Rzymie. W roku 1981 otrzymał nagrodę Akademii Francuskiej. Także w 1981 roku został wybrany profesorem zwyczajnym Collège de France i objął kierownictwo Katedry studiów porównawczych funkcji poetyckiej. W roku 2007 otrzymał Nagrodę Franza Kafki w Pradze.
Yves Bonnefoy mieszkał w Paryżu, przy ulicy Lepic, w sercu ludowego Montmartre'u. W Polsce ukazał się wybór wierszy Yves'a Bonnefoy w przekładzie Artura Międzyrzeckiego pt. „Ten sam ciągle głos” (PIW, Warszawa 1968), oraz dwutomowe wydanie zawierające wszystkie zbiory poetyckie powstałe w latach 1953–1991 w przekładach Adama Wodnickiego, pt. „Poezje” (A&D, Kraków 1994). Pojedyncze wiersze i poematy prozą tego poety z lat 1991–2001 w przekładach Adama Wodnickiego zamieszczane były także w kwartalniku „Literatura na świecie”, oraz „Antologii poezji francuskiej” Jerzego Lisowskiego (Czytelnik, Warszawa 2006).